# Zonnebrand

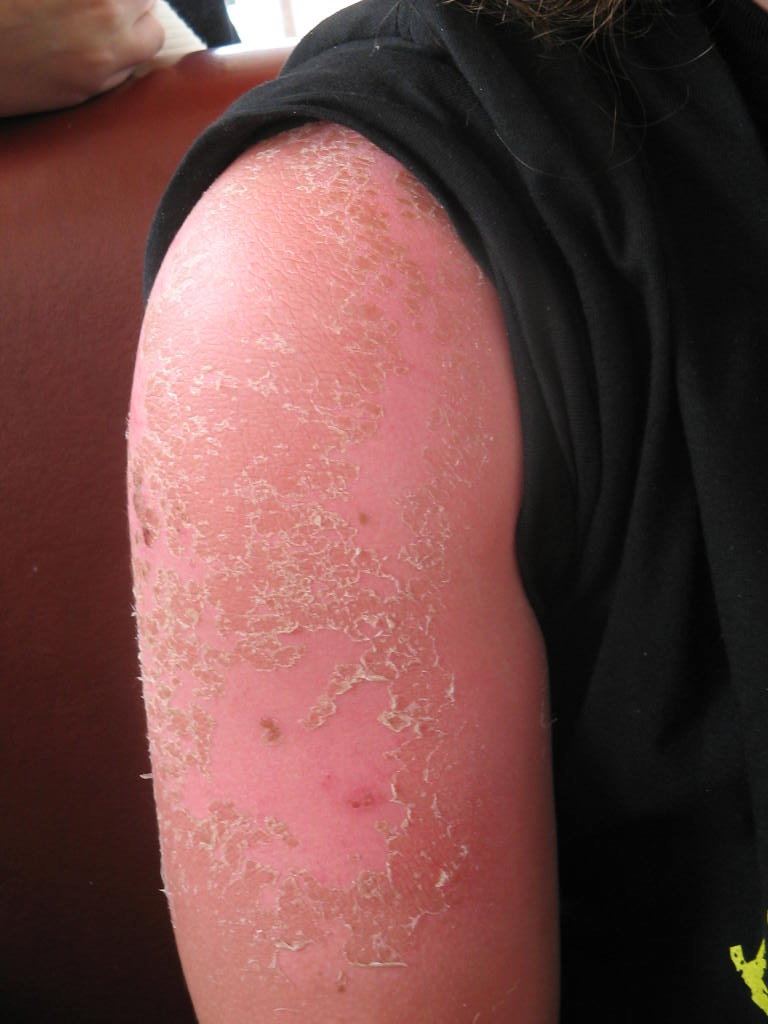
Een arm met verschijnselen van zonnebrand

Zonnebrand is het verschijnsel dat de huid kan verbranden als iemand zich te lang in het licht van de zon bevindt. Dit wordt niet veroorzaakt door de voelbare warmte van de zon, maar door de ultraviolette straling van de zon. Men kan zodoende tijdens de wintersport bij −15°C net zo goed verbranden als bij 35 °C op het strand.
Bij niet te langdurige zonnebaden zal de huid langzamerhand, in een aantal dagen, bruin worden. Bij te snel, of met een te lichte huid zonnebaden kan zonnebrand optreden. Dit kan niet alleen pijnlijk zijn, maar is bovendien schadelijk omdat het het optreden van melanoom, een soort huidkanker, kan bevorderen.
De zonkracht, die van dag tot dag kan variëren, geeft een indicatie hoelang iemand kan zonnebaden.

## Bescherming
Men kan de huid het best tegen zonnebrand beschermen door het dragen van (zon) beschermende kleding, door bijvoorbeeld een zonnehoed op te doen. Tevens wordt er gebruik gemaakt van zonnebrandcrèmes. Vanwege de verschillen in huidtype wordt wel gesproken over het zonnekapitaal.
Het eten van voldoende fruit en groenten, rijk aan antioxidanten, kan de schade van de zon helpen te verminderen. Bovendien biedt het de huid bescherming tegen schade door uv-stralen.

## Kinderen
Kinderen tot 15 jaar zijn extra gevoelig voor de schadelijke straling van de zon. Te veel zon is dan ook zeker niet goed voor de kinderhuid en dan met name de babyhuid. De kinderhuid is anders dan die van volwassenen. De natuurlijke bescherming tegen uv-straling is bij kinderen nog niet volledig ontwikkeld. Volwassenen hebben een hoornlaag op de huid, bestaande uit dode huidcellen die een natuurlijke barrière vormen tegen straling, uitdroging en het binnendringen van vreemde stoffen. Bij baby’s ontbreekt deze hoornlaag nog en ook bij wat oudere kinderen is deze nog niet voldoende gevormd. Dit betekent dat de natuurlijke bescherming tegen straling ontbreekt. Deze hoornlaag is pas goed ontwikkeld als een kind vier jaar is. Tot die tijd is het risico op verbranding extra groot.
Door de groei heeft de kinderhuid te weinig tijd om de beschadigde huidcellen te herstellen. In de beschadigde cellen kunnen dan als het ware littekens ontstaan die overgaan op de nieuwe cellen. Deze littekens blijven voor de rest van hun leven aanwezig. Als er te veel van dit soort littekens ontstaan kan dit uiteindelijk leiden tot  huidkanker. Bovendien hebben huidcellen die op jeugdige leeftijd zijn beschadigd, langer de tijd zich te ontwikkelen tot kankercellen.
Bij een beschermingsfactor 30 of meer is de kinderhuid pas echt goed beschermd tegen verbranden. Volgens het KWF verbranden er per jaar meer dan een kwart van de kinderen in Nederland.

## Zonnebrand bij bomen
Zonnebrand kan ook plaatsvinden bij bomen. De beuk is hier bijvoorbeeld erg gevoelig voor. Als de boom(stam) altijd in de schaduw heeft gestaan, maar in de zon komt te staan doordat omringende bomen er niet meer staan, kan de bast uitdrogen en scheuren, waardoor de boom dood kan gaan.
Beheerders kunnen dit voorkomen door na de kap van omringende bomen, of door bij het verplaatsen van de boom de stam in te pakken met jutelappen.